# Solidago ulmicaesia
Solidago ulmicaesia là một loài thực vật có hoa trong họ Cúc. Loài này được Friesner miêu tả khoa học đầu tiên năm 1943.